# Tom Compernolle

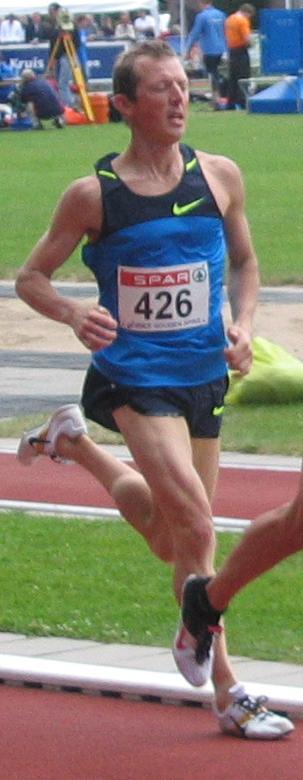
Tom Compernolle beim Gouden Spike Meeting 2008 in Leiden

Tom Compernolle (* 13. November 1975 in Brügge; † 16. Juni 2008 in Aartrijke) war ein belgischer Leichtathlet.
Tom Compernolle war ein Langstrecken- und Crossläufer. Zwischen 1998 und 2005 nahm er acht Mal an den jeweiligen Welt- oder Europameisterschaften des Jahres im Crosslauf teil. Das beste Ergebnis bei einer EM erreichte der Flame 2003 in Edinburgh als 15., bei einer WM war Platz 31 in Brüssel sein bestes Resultat. Zudem lief er auf der olympischen 5000-Meter-Strecke. Hier war sein größter Erfolg die Teilnahme bei den Olympischen Sommerspielen 2004 von Athen, wo er Platz 14 in seinem Halbfinallauf belegte. Bei der Europameisterschaft 2002 in München wurde er auf der Strecke 13., 2006 in Göteborg Zehnter. 2001, 2002 und 2004 wurde Compernolle belgischer Meister über 5000 Meter, 2004 gewann er zusätzlich den Titel des Flämischen Meisters über diese Distanz und wurde belgischer Meister im Crosslauf.
Compernolle, der den Spitznamen TC Swoosh trug, startete für A.S. Rieme und wurde von André Ornelis und Kristof Haverbeke trainiert. Seit Oktober 2007 arbeitete der Torhouter für die belgischen Streitkräfte. Am 16. Juni 2008 verstarb er bei einer Fahrt mit einem Militärfahrzeug in Westflandern nach einem Unfall noch vor Ort. Er hinterließ seine Lebensgefährtin und einen siebenjährigen Sohn.